# Lasiopogon pacificus
Lasiopogon pacificus là một loài ruồi trong họ Asilidae. Lasiopogon pacificus được Cole & Wilcox miêu tả năm 1938. Loài này phân bố ở vùng Tân Bắc giới.